# Borolia derbyana
Borolia derbyana là một loài bướm đêm trong họ Noctuidae.